# Towanda (Illinois)
Towanda – wieś w Stanach Zjednoczonych, w stanie Illinois, w hrabstwie McLean.